# World Oil
World Oil est un journal spécialisé dans les nouvelles touchant l'industrie mondiale du pétrole et du gaz naturel : exploration, construction et transport, entre autres.
Jacques Sapir est un contributing editor de la revue World Oil.